# Salacia marginata
Salacia marginata är en benvedsväxtart som beskrevs av Ding Hou. Salacia marginata ingår i släktet Salacia och familjen Celastraceae. Inga underarter finns listade.